# Pilea mollis
Pilea mollis är en nässelväxtart som beskrevs av Hugh Algernon Weddell. Pilea mollis ingår i släktet pileor, och familjen nässelväxter. Inga underarter finns listade i Catalogue of Life.